# Индикт
Инди́кт (или индиктио́н от греч. Ινδικτιών) — период в 15 лет, который использовался в Европе (как в западной, так и в восточной) в Средние века при датировке документов.

## История

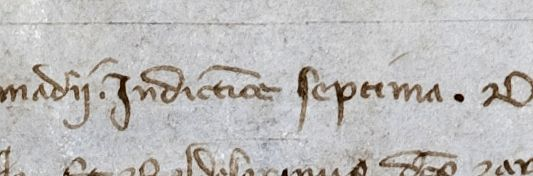
Индикт в документе от 16 мая 1324 года

Этимология этого слова, как и то, кем установлен этот период, в точности неизвестны. Наиболее распространённым является предположение, что индиктион (от лат. indictio — «объявление») первоначально означал чрезвычайный налог на зерно. Император Диоклетиан превратил его в 297—298 году в ежегодную подать, размер которой определялся один раз в пять лет, на основании переписи населения, производившейся один раз в 15 лет. В 312 году, при императоре Константине Великом, 15-летний индиктион стал использоваться в летосчислении, индиктом назывался номер года внутри такого цикла. Номер самого цикла никогда не использовался.

## Практика и подсчёт

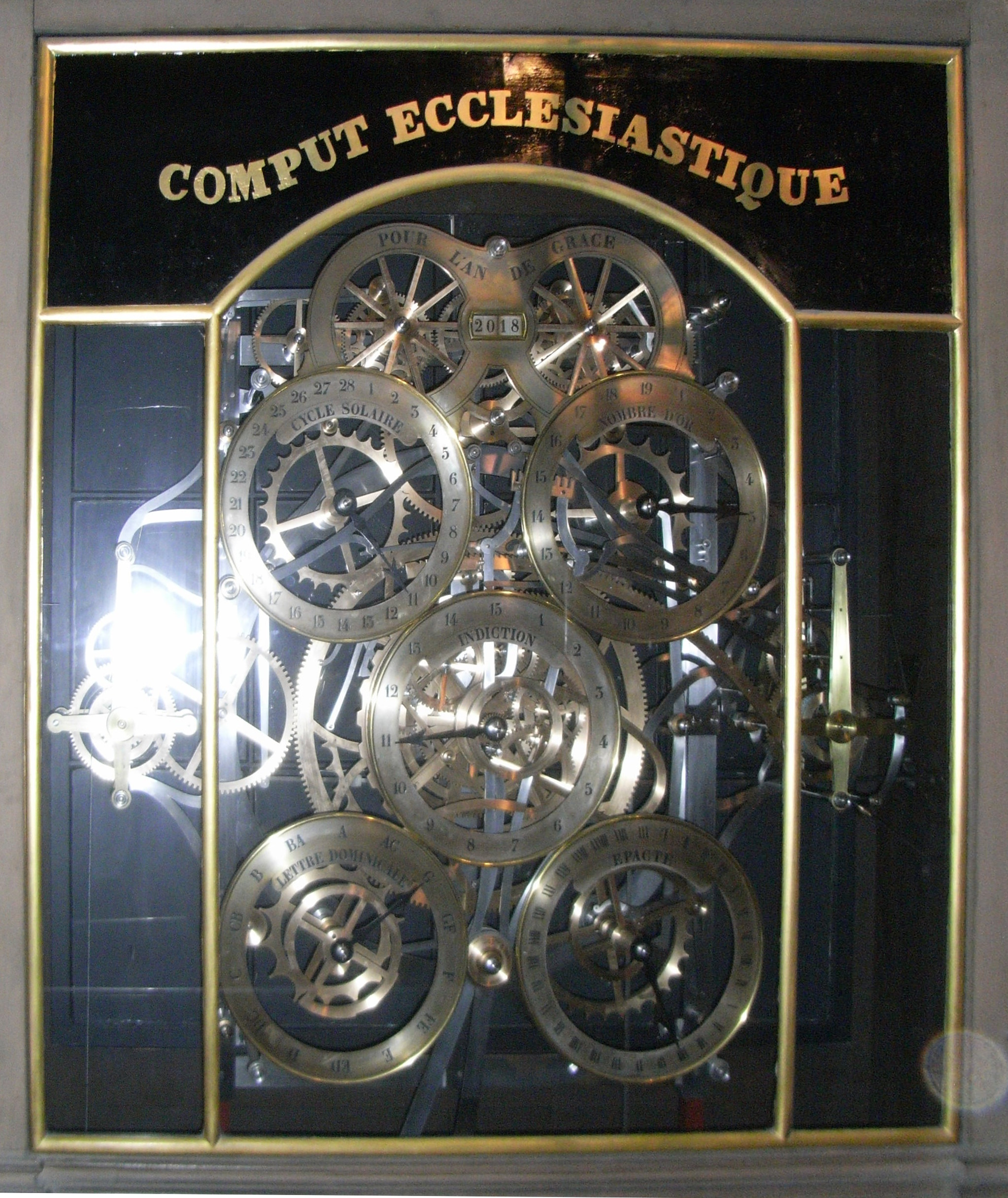
Расчет индиктов по Страсбургским астрономическим часам, расположенным в соборе Парижской Богоматери (Франция).

Чтобы получить индикт года в эре от Рождества Христова, надо к искомому году прибавить число 3 и сумму разделить на 15. Остаток даст индикт года. Если остаток равен 0, то индикт — 15. В византийской эре от Сотворения мира (с началом в 5509 году до н. э.), использовавшейся на Руси до реформы Петра I, для определения индикта надо взять остаток от деления номера года на 15.
Существует несколько видов индиктов в зависимости от того, с какого числа отсчитывается начало года. Наиболее древним является греческий индикт, с началом года 1 сентября. Этот индикт использовался в допетровском летосчислении на Руси. Кроме того, в различные периоды использовался римский, или папский, индикт (с началом 25 декабря или 1 января), императорский индикт (с началом 24 сентября, иногда называется индиктом Беды). Последний получил распространение на территории влияния каролингской династии. В литературе также порой встречаются упоминания о цикле индиктов с началом 8 сентября, называемом indictio Senensis.

С 1 января 2025 года идёт 3 год римского индикта.
По 31 августа 2025 года идёт 3 год греческого индикта.

По 31 августа (13 сентября) 2025 года идёт 3 год греческого индикта в церквях, использующих юлианский календарь.
Цикл индиктов, совместно с 19-летним метоновым и 28-летним солнечным циклами, лёг в основу юлианского периода.

### Великий индиктион
Через 19 × 28 = 532 года расчётные фазы Луны и дни недели приходятся на те же числа месяца. Поэтому через каждые 532 года полностью повторяются и даты Пасхи. Этот промежуток времени был назван великим индиктионом (на Руси также великим (миротворным) кругом). Индиктионы было принято отсчитывать от начала византийской эры. В частности, 12-й великий индиктион начался в 345 году, 13-й — в 877 году, 14-й — в 1409 году, 15-й великий индиктион начался в 1941 году и завершится в 2473 году.

## Православный индикт
В Русской православной церкви, а также в старообрядчестве, индиктом называют годовой круг богослужения. Начало индикта, или начало новолетия, приходится на 1 сентября юлианского календаря и является церковным праздником.

По 31 августа (13 сентября) 2025 года идёт 3 год греческого индикта в церквях, использующих юлианский календарь.